# 12e cérémonie des Razzie Awards

La 12e cérémonie des Golden Raspberry Awards a eu lieu le 29 mars 1992 à l'hôtel Hollywood Roosevelt pour désigner le pire de ce que l'industrie cinématographique a pu offrir en 1991. La liste des nommés est ci-dessous, avec en gras celui qui a reçu le titre.

## Pire film
Hudson Hawk, gentleman et cambrioleur (Hudson Hawk) (TriStar)
- Cool as Ice (Universal)
- Dice Rules (Seven Arts)
- Tribunal fantôme (Nothing But Trouble) (Warner Bros.)
- Retour au lagon bleu (Return to the Blue Lagoon) (Columbia)

## Pire acteur
Kevin Costner dans Robin des Bois, prince des voleurs (Robin Hood: Prince Of Thieves)
- Andrew Dice Clay dans Dice Rules
- Sylvester Stallone dans L'embrouille est dans le sac (Oscar)
- Vanilla Ice dans Cool as Ice
- Bruce Willis dans Hudson Hawk, gentleman et cambrioleur (Hudson Hawk)

## Pire actrice
Sean Young (dans le rôle de la jumelle qui survit) dans Un baiser avant de mourir (A Kiss Before Dying)
- Kim Basinger dans La Chanteuse et le Milliardaire (The Marrying Man)
- Sally Field dans Jamais sans ma fille (Not Without My Daughter)
- Madonna (dans son propre rôle) dans In Bed with Madonna (Madonna: Truth or Dare)
- Demi Moore dans La Femme du boucher (The Butcher's Wife) et Tribunal fantôme (Nothing But Trouble)

## Pire second rôle masculin
Dan Aykroyd dans Tribunal fantôme (Nothing But Trouble)
- Richard E. Grant dans Hudson Hawk, gentleman et cambrioleur (Hudson Hawk)
- Anthony Quinn dans Les Indomptés (Mobsters)
- Christian Slater dans Les Indomptés (Mobsters) et Robin des Bois, prince des voleurs (Robin Hood: Prince Of Thieves)
- John Travolta dans Un cri du cœur (Shout)

## Pire second rôle féminin
Sean Young (dans le rôle de la jumelle assassinée) dans Un baiser avant de mourir (A Kiss Before Dying)
- Sandra Bernhard dans Hudson Hawk, gentleman et cambrioleur (Hudson Hawk)
- John Candy (dans le rôle d'un travesti) dans Tribunal fantôme (Nothing But Trouble)
- Julia Roberts dans Hook ou la Revanche du Capitaine Crochet (Hook)
- Marisa Tomei dans L'embrouille est dans le sac (Oscar)

## Pire réalisateur
Michael Lehmann pour Hudson Hawk, gentleman et cambrioleur (Hudson Hawk)
- Dan Aykroyd pour Tribunal fantôme (Nothing But Trouble)
- William A. Graham pour Retour au lagon bleu (Return to the Blue Lagoon)
- David Kellogg pour Cool as Ice
- John Landis pour L'embrouille est dans le sac (Oscar)

## Pire scénario
Hudson Hawk, gentleman et cambrioleur (Hudson Hawk), scénario de Steven E. de Souza et Daniel Waters, histoire de Bruce Willis et Robert Kraft
- Cool as Ice, écrit par David Stenn
- Dice Rules, base commune écrite par Andrew Dice Clay; A Day in the Life écrit par Lenny Schulman, histoire de Clay
- Tribunal fantôme (Nothing But Trouble), scénario de Dan Aykroyd, histoire de Peter Aykroyd
- Retour au lagon bleu (Return to the Blue Lagoon), scénario de Leslie Stevens, adapté du roman The Garden of God de Henry De Vere Stacpoole

## Pire révélation
Vanilla Ice dans Cool as Ice
- Brian Bosworth dans Stone Cold
- Milla Jovovich dans Retour au lagon bleu (Return to the Blue Lagoon)
- Brian Krause dans Retour au lagon bleu (Return to the Blue Lagoon)
- Kristin Minter dans Cool as Ice

## Pire chanson "originale"
"Addams Groove" de La Famille Addams (The Addams Family), écrite par MC Hammer et Felton C. Pilate II
- "Cool as Ice" de Cool as Ice, écrite par Vanilla Ice, Gail King et "Princess"
- "Why Was I Born (Freddy's Dead)" de La Fin de Freddy - L'ultime cauchemar (Freddy's Dead: The Final Nightmare), écrite par James Osterberg et Whitehorn